# حسن عبد السلام (ممثل)
حسن عبد السلام والشهير «حسن كفتة» ،(27 مارس 1927 - 21 نوفمبر 2013) هو ممثل كوميدي مصري.

## بدايته
```
تزوج 
حسن كفتة
 خلال حياته 3 مرات
```

يعتبر من أقدم الممثلين المصريين الذين لعبوا الأدوار الصغيرة أو الغير متكلمة في السينما المصرية، ويعرفه الكثيرون لأن له العديد من الأعمال السينمائية.
اشتهر الممثل حسن عبد السلام باسم حسن كفته ولا يعرف أحد مصدر هذا الاسم
بدأ حسن كفتة مشواره الفني في فيلم للفنان (سعد عبد الوهاب) وهو في العاشرة، بينما كان يعمل مع والده كصبي سمكري، ثم اكتشفه المخرج (مختار حسين) أثناء تواجده بالورشة وعرض عليه العمل بفيلم (العيش والملح)، تلاه دور في فيلم (جعلوني مجرما) للراحل فريد شوقى. ثم سافر وعمل كمقاول نقاشة واتهم بقضية تزوير جواز سفر وحكم عليه بالسجن، ثم بعد أن أتم مدته واستمر بعدها ولمدة تجاوزت الخمسين عاما في تقديم أدوار في الأعمال الفنية المتنوعة بين المسرح والتلفزيون، فشارك في عدة أعمال منها (التجربة الدنماركية) ومسرحية (الهمجي) للفنان محمد صبحى وغيرها.

## مشواره الفني
بدأ حسن كفتة مشواره الفنى عام 1949، عندما شارك ككومبارس في فيلم «العيش والملح» مع نعيمة عاكف.
- عمل في بداية حياته «صبى سمكرى» مع والده بجانب عمله ككومبارس.
-.
- شارك خلال مشواره الفنى بأكثر من 200 مسرحية.
- قدم أشهر أفيهاته «متقدرش» خلال مسرحية «الهمجى» عام 1983.
- بالرغم من كثرة أعماله المسرحية، إلا أن الجمهور لم يعرفه سوى في مطلع الألفية الثالثة، من خلال مشاركته ككومبارس بالعديد من الأفلام، وكانت معظم أدواره صامتة.
- قدم حسن كفتة أشهر أدواره في مسلسل «الكبير أوى» عندما جسد شخصية الكابتن توفيق، وعرض الجزء الثالث منه قبل أشهر قليلة من وفاته عام 2013 .

## من أشهر أعماله
- اعترافات امرأة
- اللمبي
- عايز حقي
- جعلتني مجرما
- الكبير أوي

## وفاته
توفي الخميس 21 نوفمبر 2013 عن عمر يناهز 85 عامًا، وذلك إثر تعرضه لأزمة قلبية حادة، والذي ظهر في العديد من الأعمال الفنية الكوميدية. وشُيّعت الجنازة عقب صلاة الجمعة من مسجد «معروف» برمسيس.